# Disputa de direitos autorais entre a National Portrait Gallery e a Wikimedia Foundation

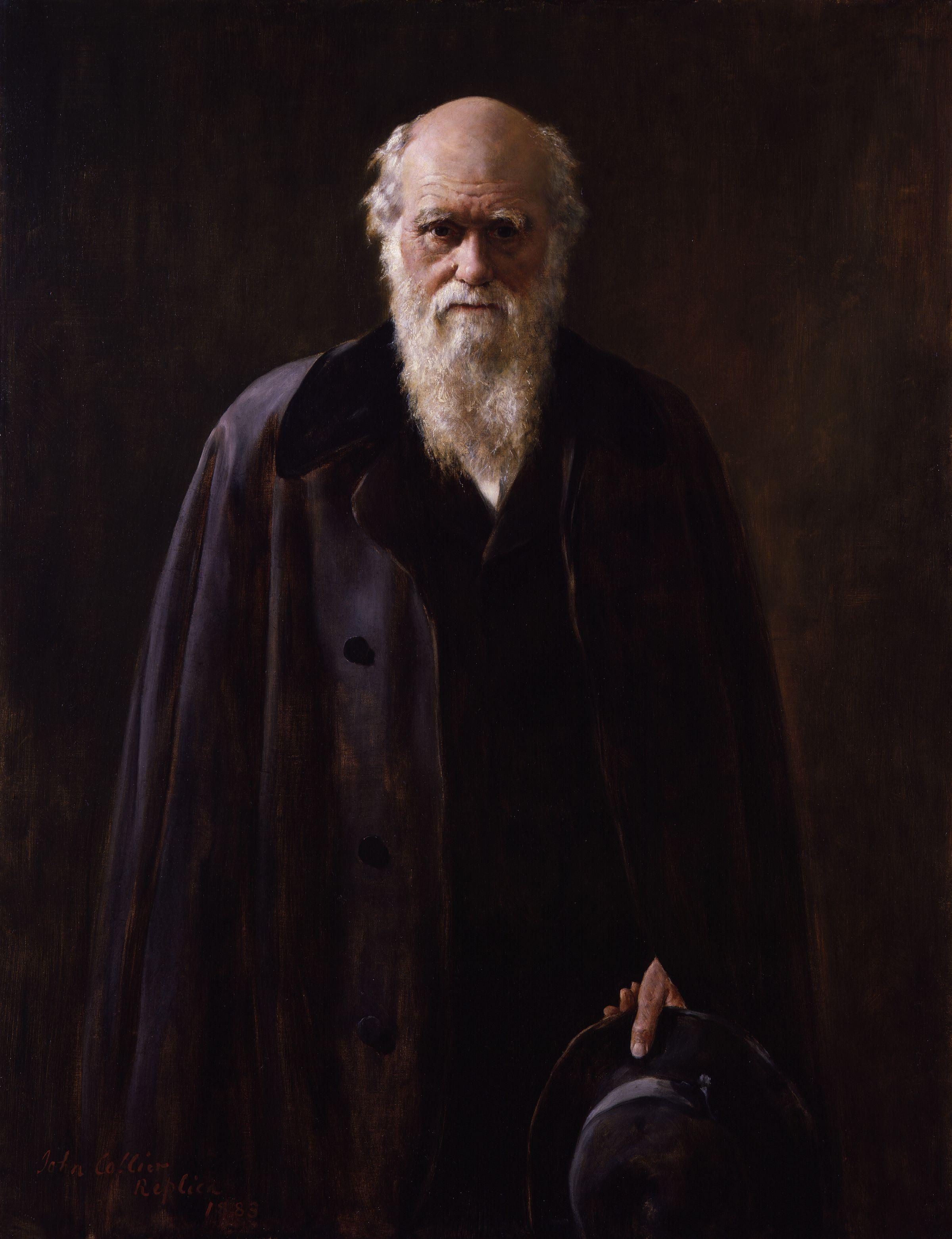
Charles Darwin, de John Collier (1883), uma das imagens carregadas por Coetzee da coleção digital da National Portrait Gallery.

A disputa de direitos autorais entre a National Portrait Gallery e a Wikimedia Foundation refere-se a um conflito ocorrido em 2009, quando a National Portrait Gallery, do Reino Unido, contestou judicialmente a disponibilização de mais de 3.000 imagens digitalizadas de seu acervo repositório de conteúdo multimídia livre Wikimedia Commons, hospedado pela Wikimedia Foundation, pelo editor e administrador Derrick Coetzee.
A National Portrait Gallery aceitou que as obras de arte retratadas eram de domínio público, mas alegou que detinha os direitos exclusivos sobre suas reproduções, exigindo que fossem removidas do Wikimedia Commons. As imagens não foram excluídas e, após críticas à postura da National Portrait Gallery por parte da Wikimedia Foundation e da Electronic Frontier Foundation, a National Portrait Gallery não levou o assunto adiante.
Uma decisão não relacionada do Tribunal de Recursos de 2023 esclareceu que, na Inglaterra e no País de Gales, nenhum novo direito autoral é criado ao fazer uma reprodução fotográfica de uma obra de arte bidimensional de domínio público. Contudo, o site da National Portrait Gallery continua a reivindicar a propriedade dos direitos autorais.

## Reivindicações da National Portrait Gallery

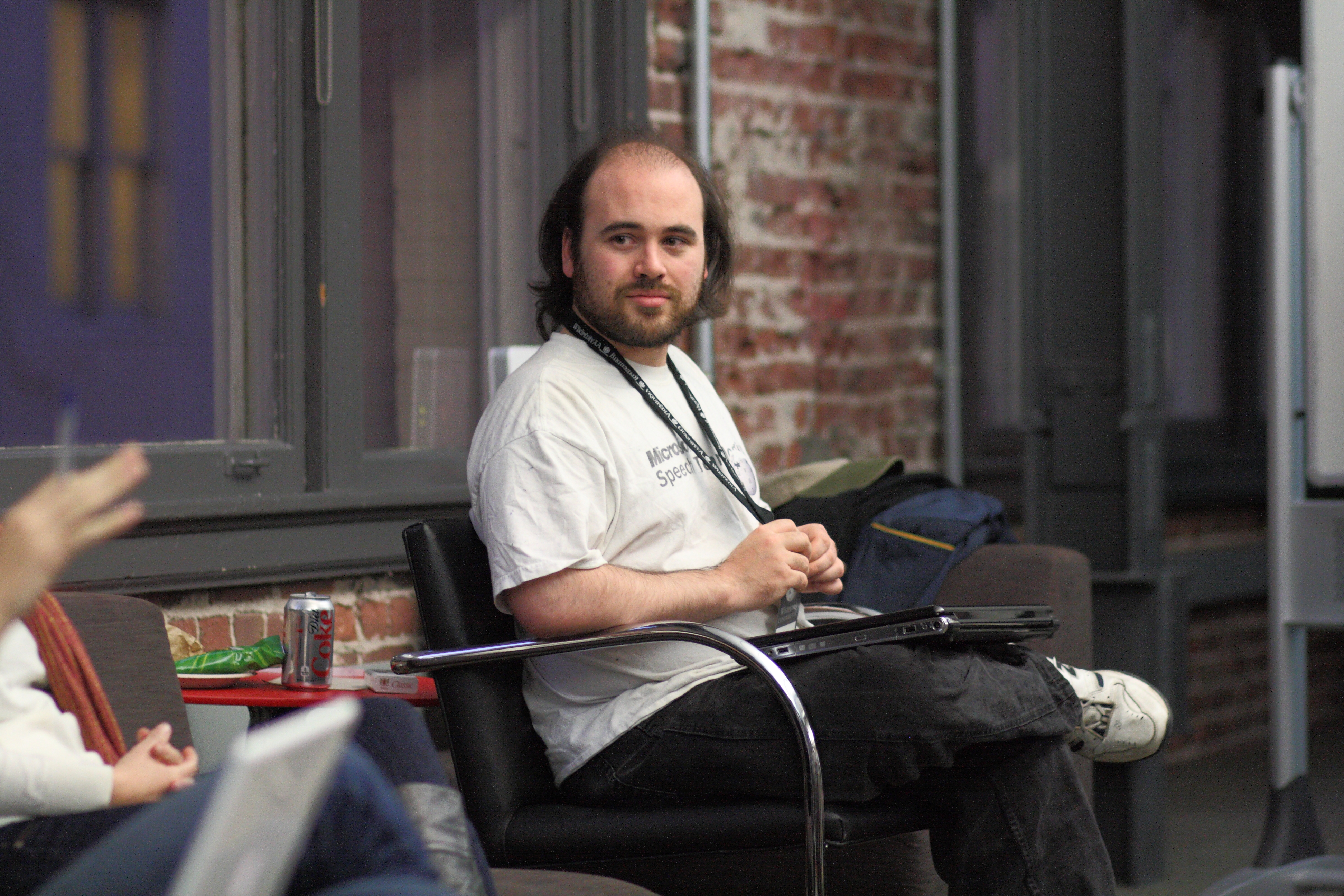
Derrick Coetzee no escritório da Wikimedia Foundation em 2011.

Em 2009, uma carta enviada por representantes da National Portrait Gallery da Grã-Bretanha afirmou que Derrick Coetzee havia baixado mais de 3.300 imagens de alta resolução do banco de dados de imagens da galeria e as havia publicado para reutilização no Wikimedia Commons.
A carta da National Portrait Gallery afirmava que, embora os retratos pintados pudessem ser de domínio público, as reproduções fotográficas de alta qualidade são obras recentes e se qualificam como obras protegidas por direitos autorais devido à quantidade de trabalho necessário para digitalizá-las e restaurá-las, que a ação de carregar as imagens infringia os direitos de banco de dados e os direitos autorais da National Portrait Gallery, e que as imagens foram obtidas por meio da evasão de medidas técnicas usadas para impedir o download das impressões. A  National Portrait Gallery também afirmou que a disponibilidade pública das imagens afetaria a receita obtida com o licenciamento das imagens para terceiros, receita também usada para financiar o projeto de digitalização de sua coleção, um esforço que a  National Portrait Gallery alega ter custado à organização mais de 1.000.000 de libras esterlinas. A  National Portrait Gallery solicitou uma resposta de Coetzee até 20 de julho de 2009 e solicitou que as imagens fossem removidas do site, mas observou que a National Portrait Gallery não estava considerando nenhuma ação legal contra a Wikimedia Foundation. A  National Portrait Gallery anunciou que Coetzee havia respondido por meio de seu representante legal dentro do prazo solicitado. A representação legal de Coetzee foi fornecida pela Electronic Frontier Foundation.
Coetzee publicou publicamente uma cópia da carta legal da National Portrait Gallery, indicando que desejava "possibilitar o debate público sobre o assunto". Em 17 de julho de 2009, a porta-voz da galeria da National Portrait Gallery, Eleanor Macnair, declarou que "o contato já foi feito" com a Wikimedia Foundation e "continuamos esperançosos de que um diálogo seja possível". A National Portrait Gallery declarou que estaria disposta a permitir que a Wikipédia usasse imagens de baixa resolução e que esperava evitar tomar qualquer outra ação legal. A National Portrait Gallery havia tentado entrar em contato com a Wikimedia Foundation em abril de 2009 sobre esse assunto, mas não recebeu uma resposta imediata.
A  British Association of Picture Libraries and Agencies (BAPLA), um grupo comercial da indústria da imagem, expressou apoio à galeria.
No início de 2010, um porta-voz da National Portrait Gallery relatou à Heise Open, uma divisão da editora alemã Heinz Heise: "Tivemos uma discussão construtiva em dezembro e agora estamos considerando a melhor maneira de chegar a um acordo". Em novembro de 2010, Tom Morgan, chefe de direitos e reproduções da National Portrait Gallery, discursou em uma conferência com a presença de wikipedistas e representantes de instituições culturais. A apresentação de Morgan foi intitulada "Wikipedia e a National Portrait Gallery – Um primeiro encontro ruim? Uma perspectiva sobre o desenvolvimento do relacionamento entre a Wikipédia e as organizações de patrimônio cultural".

## Antecedentes
O caso de 1999 do Tribunal Distrital dos Estados Unidos, Bridgeman Art Library versus Corel Corp. (no qual a Bridgeman Art Library processou a Corel Corporation por violação de direitos autorais por distribuir cópias de reproduções digitais de pinturas de domínio público provenientes da Bridgeman em um CD-ROM) estabeleceu que "uma fotografia que não é mais do que uma cópia de uma obra de outra pessoa, tão exata quanto a ciência e a tecnologia permitem, carece de originalidade. Isso não quer dizer que tal feito seja trivial, simplesmente não original". Como resultado, reproduções de obras que caíram em domínio público não podem atrair novos direitos autorais nos Estados Unidos. Como tal, as políticas locais do site Wikimedia Commons ignoram qualquer direito autoral potencial que possa subsistir em reproduções de obras de domínio público.
No entanto, a jurisprudência britânica pode levar em conta a quantidade de habilidade e trabalho que ocorreram na criação de uma obra para considerar se ela pode ser protegida por direitos autorais naquele país. A carta da National Portrait Gallery exige que o caso seja ouvido no Reino Unido sob a lei do Reino Unido e não nos Estados Unidos sob a lei norte-americana. A questão da jurisdição é complicada, pois a National Portrait Gallery está localizada no Reino Unido, mas o Wikimedia Commons e o carregador estão ambos localizados nos Estados Unidos. A carta também alega que, ao disponibilizar as imagens gratuitamente no Wikimedia Commons, Coetzee também seria responsável sob a Lei Britânica de Direitos Autorais, Desenhos e Patentes de 1988 por qualquer violação de direitos autorais cometida por outros usuários que baixassem e usassem as imagens.

## Reação

### Resposta da Fundação Wikimedia
Erik Möller, vice-diretor da Wikimedia Foundation, fez uma declaração sobre o assunto, esclarecendo a posição da Wikimedia Foundation sobre o incidente. Möller afirmou que, embora a National Portrait Gallery tenha concordado que as imagens são de domínio público, a National Portrait Gallery alegou que detém os direitos exclusivos sobre suas reproduções das imagens, usando isso para monetizar sua coleção e afirmar o controle sobre o conteúdo de domínio público.  Möller também declarou: "É difícil ver um argumento plausível de que excluir conteúdo de domínio público de uma enciclopédia gratuita e sem fins lucrativos atenda a qualquer interesse público". Möller descreveu ainda o acordo que outras instituições culturais fizeram com a Wikipédia para disseminar imagens: dois arquivos fotográficos alemães doaram 350.000 imagens protegidas por direitos autorais, e outras instituições nos Estados Unidos e no Reino Unido disponibilizaram o material para uso. A National Portrait Gallery afirmou que as imagens divulgadas pelos arquivos alemães eram de média resolução e que a National Portrait Gallery havia se oferecido para compartilhar imagens da mesma qualidade. Um repórter da BBC afirmou que, em 2008, a National Portrait Gallery arrecadou um total de 339.000 libras esterlinas (equivalente a 571.398 na cotação de 2023) com o licenciamento de imagens para uso em publicações tradicionais.

### Resposta da Electronic Frontier Foundation
Fred von Lohmann, advogado da Electronic Frontier Foundation (EFF), observou que a situação se resume a perguntar se as empresas e os cidadãos dos Estados Unidos estariam "vinculados à lei de direitos autorais mais restritiva do planeta ou à lei dos Estados Unidos?" Em uma análise jurídica, Lohmann argumentou que, segundo a lei dos Estados Unidos, o contrato de "browsewrap" da National Portrait Gallery não era executável, os direitos de banco de dados não são implementados de forma alguma e que "usar o Zoomify em imagens de domínio público não lhe dá um respaldo no Digital Millennium Copyright Act". Lohmann também observou:
| “ | A National Portrait Gallery parece acreditar que a lei do Reino Unido deveria ser aplicada em todos os lugares da internet. Se isso for verdade, o mesmo poderia ser dito de outras leis de direitos autorais mais restritivas (veja, por exemplo, o prazo de vigência dos direitos autorais no México, que é de 100 anos para a vida do autor, e o direito autoral sobre designs de moda na França). Isso deixaria o mundo online à mercê do pior que as leis estrangeiras de direitos autorais têm a oferecer, um resultado que nenhum tribunal americano jamais endossou. | ” |

## Licenciamento atual
Em 2012, a National Portrait Gallery licenciou 53.000 imagens de baixa resolução sob uma licença Creative Commons Atribuição-NãoComercial-SemDerivações, tornando-as disponíveis gratuitamente para uso não comercial, embora não sejam adequadas para o Wikimedia Commons ou a Wikipédia. Outras 87.000 imagens de alta resolução estão disponíveis para uso acadêmico sob a própria licença da Galeria, que convida a doações em troca; anteriormente, a Galeria cobrava por imagens de alta resolução.
Em 2012, 100.000 imagens, cerca de um terço do acervo da Galeria, foram digitalizadas.
Em novembro de 2015, o Instituto de Propriedade Intelectual do Reino Unido esclareceu, num documento informativo, que, com base no parecer do Tribunal de Justiça Europeu, "os direitos de autor só podem subsistir sobre matérias que sejam originais, no sentido de que sejam a 'criação intelectual' do próprio autor. Dado este critério, parece improvável que o que seja meramente uma imagem retocada e digitalizada de uma obra mais antiga possa ser considerado 'original'".
Em janeiro de 2024, a National Portrait Gallery ainda exibia um aviso "© National Portrait Gallery, Londres" ao lado de imagens como o retrato de Darwin mostrado acima, alegando que elas são licenciadas por eles apenas para "uso não comercial limitado" e exibindo taxas e termos para uso acadêmico ou comercial. A Wikimedia Foundation continua a hospedar as imagens, com avisos dizendo (por exemplo, no caso de Darwin) "O autor morreu em 1934, então esta obra é de domínio público em seu país de origem e em outros países e áreas onde o prazo de direitos autorais é a vida do autor mais 80 anos ou menos".
A coleção no Wikimedia Commons pareceu encorajar as vendas da National Portrait Gallery: de acordo com Andrea Wallace, "Em vez de prejudicar sua lucratividade, o NPG relatou que 36/50 das imagens mais vendidas de 2010 a 2015 vieram dessas".

## THJ versus Sheridan
Uma decisão do Tribunal de Recursos de novembro de 2023 esclareceu que, na Inglaterra e no País de Gales, não são criados novos direitos de autor ao fazer uma reprodução fotográfica de uma obra de arte bidimensional de domínio público, e que este tem sido o caso desde 2009.